# 夏島貝塚
座標: 北緯35度19分22秒 東経139度38分58.4秒 / 北緯35.32278度 東経139.649556度

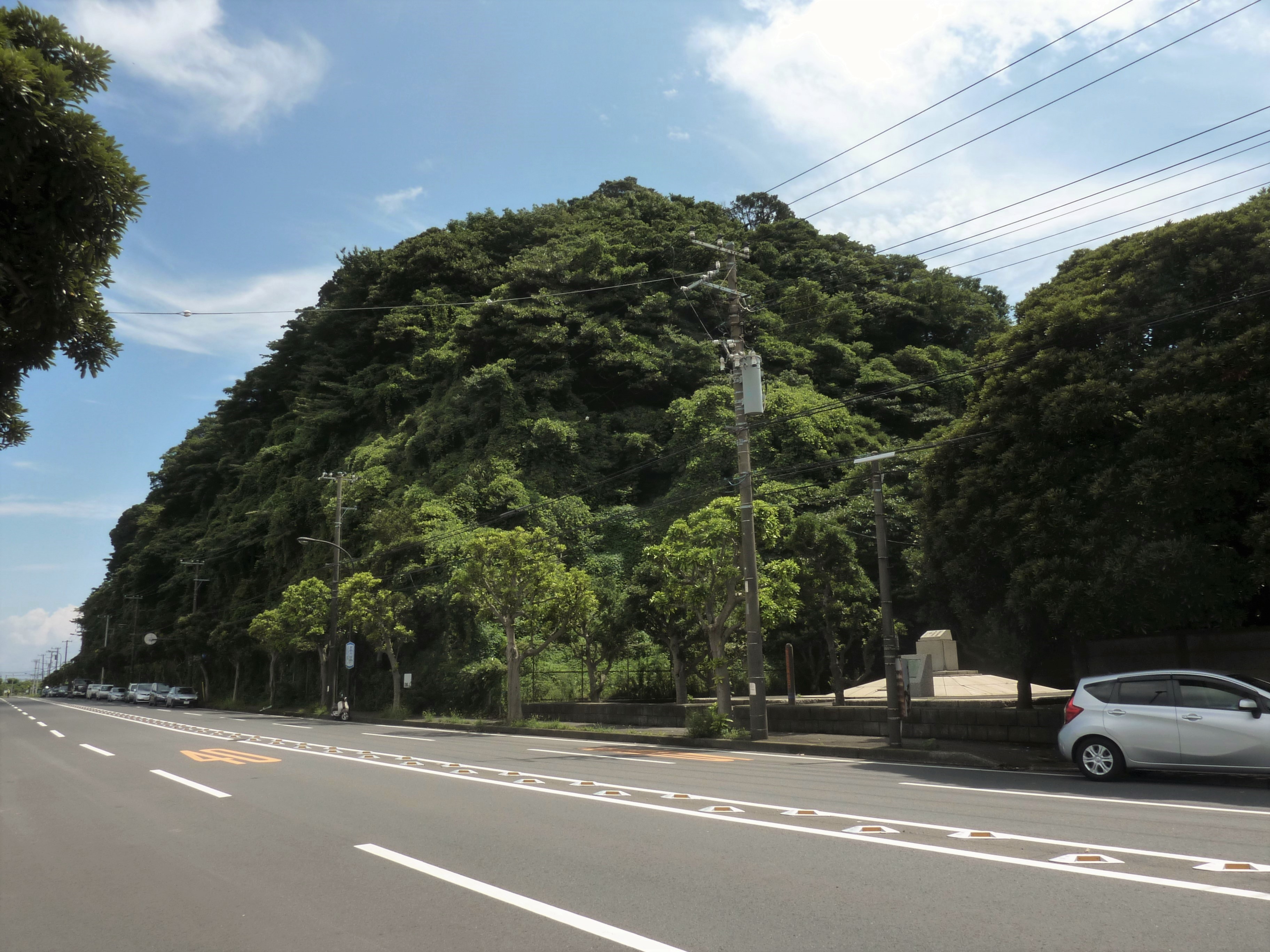
夏島

夏島貝塚（なつしまかいづか）は、神奈川県横須賀市夏島町にある縄文時代早期・初期の貝塚。第一貝塚と第二貝塚に分かれている。また、国の史跡に指定され、出土品は国の重要文化財に指定されている。

## 地理
貝塚のある夏島は元来東京湾に浮かぶ島だったが、大正時代に周辺が埋立てられ、三浦半島から突出した半島の一部となっている。「夏島」という名称の由来は周辺に降雪があっても島に雪が積もらないことからといわれる。埋立地は平坦な土地だが、かつて島だった部分は高台として残っている。夏島第一貝塚は標高48メートルの島部頂上に位置し、面積は約150平方メートルである。また第二貝塚は島部の中央にあり規模は小さい。貝塚には地殻変動により形成された断層も見られる。

## 発掘調査

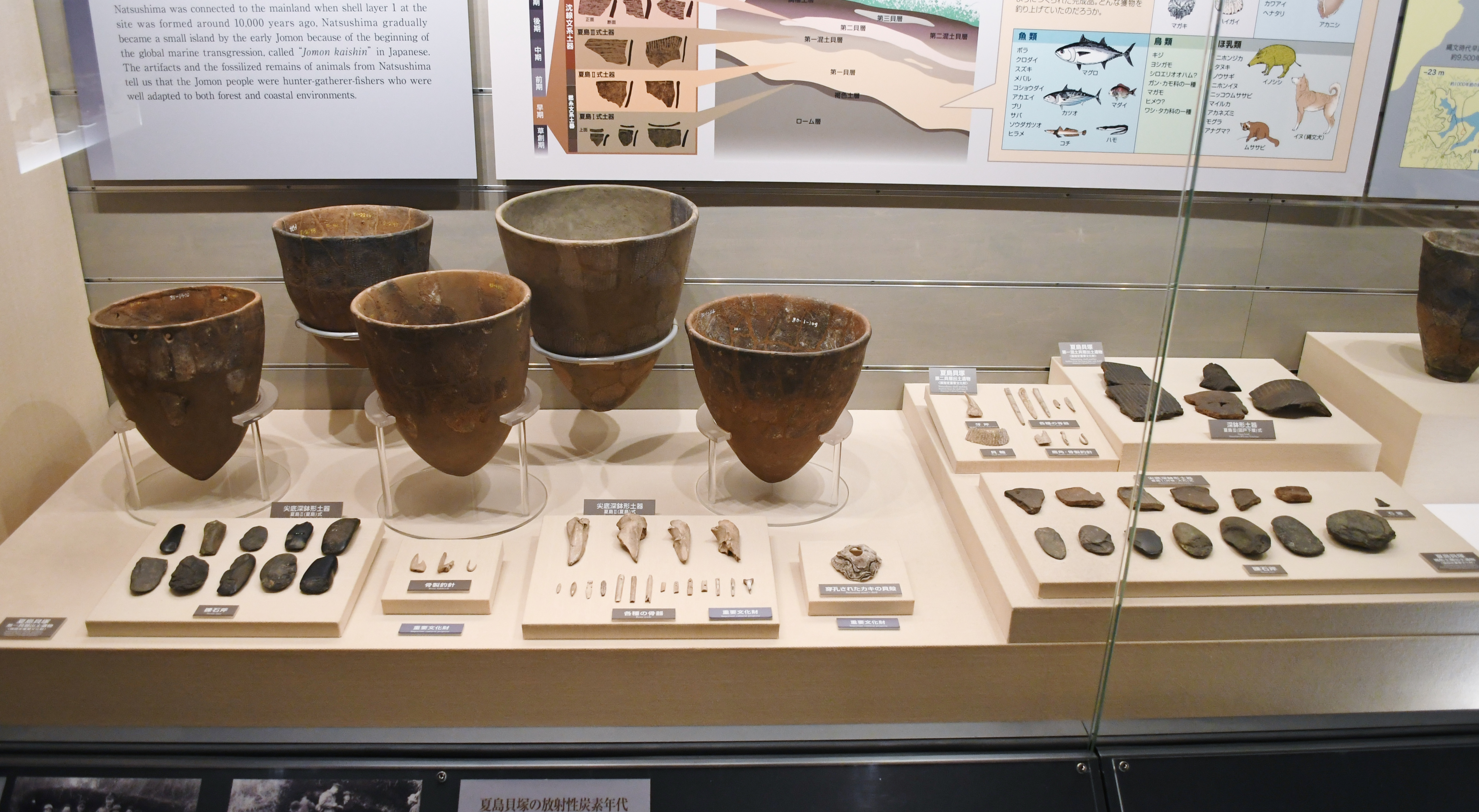
出土品（国の重要文化財）明治大学博物館展示。

1941年（昭和16年）の『人類学雑誌』に夏島貝塚における採集物が紹介され、当時最古の日本人と考えられていた縄文人の生活を知る手がかりとして注目された。だが、戦前は要塞地帯のなかにあり、戦後は米軍の駐留により調査が行われなかった。しかし進駐軍の将校が明治大学考古学研究室教授の後藤守一らを講師に学習会を行っていた縁から、1950年（昭和25年）と1955年（昭和30年）に明治大学による調査が実現した。貝塚は、関東ローム層の上に堆積し、縄文時代早期の遺物が層位的に検出された。とくに下層から出土した土器の一群には「夏島式」の名称が付され、従来知られていなかった特徴を有する土器群が出土し、その標式遺跡となった。
夏島第一貝塚は、3つの貝層が貝殻をほとんど含まない黒土の層をはさんで整然と堆積し、それぞれの層から縄文早期の土器が出土した。下の層から順に撚糸文系土器、貝殻沈線文系土器、貝殻条痕文系土器が出土しており、これらは早期初頭から終末までの土器である。特に最下層の褐色土層からは、厚いところで15センチメートル 、長さ約2メートル程のヤマトシジミやマガキを主体とした土混じりの貝層（混土貝層）が検出された。この層の撚糸文系土器は単純な文様で底が尖っており、特に夏島式土器と呼ばれる。第二貝塚からは縄文早期後葉の土器が出土している。
縄文早期の土器は日本最古の土器として注目され、1959年（昭和34年）に年代測定依頼先のミシガン大学から報告があり、出土した貝殻の放射性炭素年代測定では、BP9450±400年、木炭ではBP9240±500年という年代が得られた。これはそれまでの考えより縄文時代の開始年代が5000年近く遡ることを意味し、大きな論争になった。なお、今日では青森県大平山元I遺跡出土の土器の較正年代が16500年前と発表され、縄文時代の開始が一万年を超えることがはっきりしてきている。
第一貝層から出土した遺物からは、貝類以外に魚類も利用していたことが分かる。出土量が多いボラ、クロダイ、スズキ、ハモ、コチなどは水面近くを回遊する習性を持つことから、銛やヤスによる突き漁、小型の骨製U字型釣り針が出土していることから釣り針を用いた釣り漁、漁網を用いた漁などが行われていたことが推測できる。またマグロやカツオなど外洋性の魚類も見られ、丸木舟によってかなり沖合へ乗り出して漁労活動していたと考えられる。
貝層下（ローム上面）から炉跡を検出し、遺物散布地も認められるので、住居跡の存在することが想定される。そのほか貝層からは、固い殻で覆われたドングリやクルミなどの木の実をたたいて砕いたり、すり潰したりする石皿や磨石などの石器の道具類が出土している。また、シカやイノシシなどの動物の骨や釣り針なども出土している。
これらの出土物を総合して、秋には木の実を採集し、森では動物を狩猟し、四季折々の海での漁労活動などがうまく組み合わされて、豊かな生活を送っていたと考えられる。

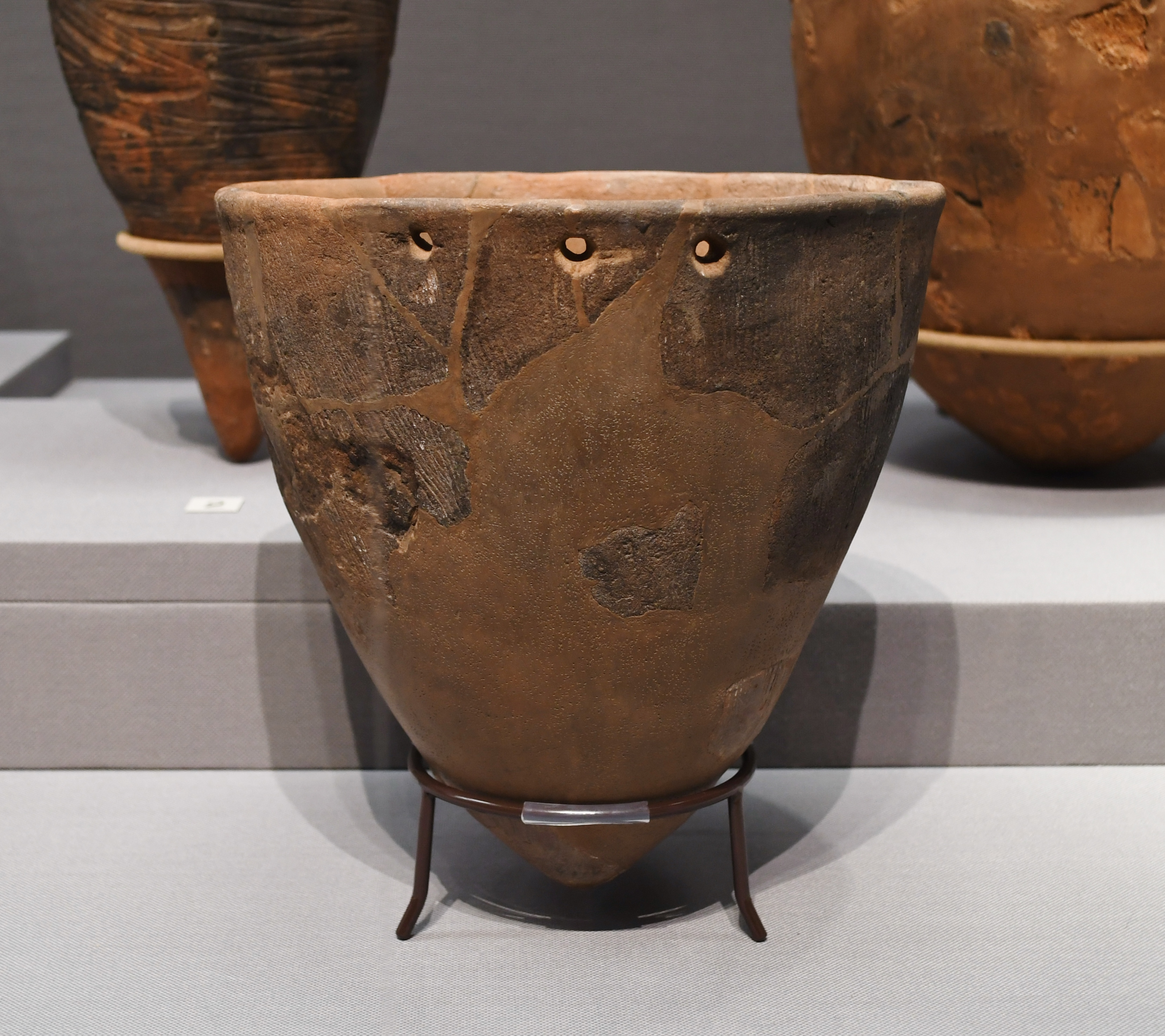
尖底深鉢形土器 東京国立博物館展示。
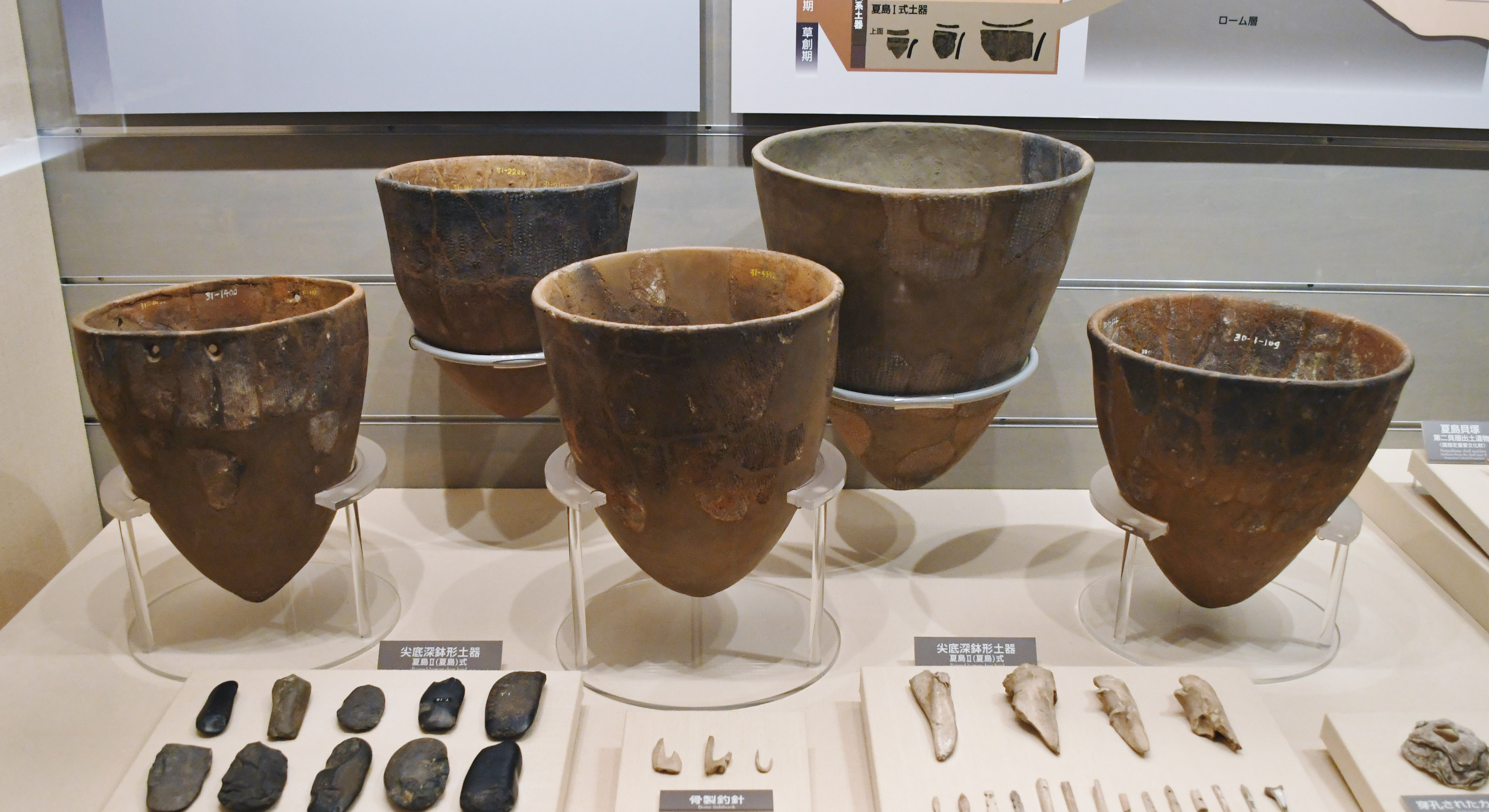
尖底深鉢形土器 明治大学博物館展示。

## 文化財

### 重要文化財（国指定）
- 神奈川県夏島貝塚出土品（考古資料） - 明細は後出。所有者は明治大学。1998年（平成10年）6月30日指定[2]。

下層出土
- 土器類
  - 深鉢形土器 106箇
- 石器類
  - 磨製石斧 17箇
  - 打製石斧 10箇
  - 礫器 2箇
  - 石鏃 1本
- 骨角牙製品類
  - 牙製垂飾 1箇
  - 有孔針形骨器 5箇
  - 針形骨器 1箇
  - 有孔樋形骨器 6箇
  - 鏃形骨器 2箇
  - 抉入骨器 2箇
  - 尖頭形骨器 5箇
  - 釣針 3本
- 貝製品
  - 穿孔品 1箇

中層出土
- 土器類
  - 深鉢形土器 48箇
- 石器類
  - 磨製石斧 2箇
  - 打製石斧 3箇
  - 磨石・敲石・凹石 3箇
  - 石鏃 1本
- 骨角牙製品類
  - 箆形骨器 3箇
  - 有孔針形骨器 3箇
  - 尖頭形骨器 2箇
  - 釣針 3本
- 貝製品
  - 貝輪残欠 1箇
- （附指定）加工鹿角 6箇

上層出土
- 土器類
  - 深鉢形土器	49箇
- 石器類
  - 磨石	1箇
  - 石鏃 4本
  - 糸巻形石器 1箇
- 骨角牙製品類
  - 尖頭形骨器 1箇
  - 牙斧 1箇

### 国の史跡
- 夏島貝塚 - 1972年（昭和47年）1月27日指定[3]。